# Sequenced Packet Exchange
Sequenced Packet eXchange (SPX) est un protocole de communication qui est utilisé conjointement avec IPX dans les réseaux locaux NetWare de Novell.

## Histoire
Le protocole SPX a été développé par Novell dans les années 1980 pour fournir des services de transport fiables sur les réseaux NetWare. Il est basé sur le protocole Internetwork Packet Exchange (IPX) et fonctionne sur la couche transport du modèle OSI.

## Fonctionnement
SPX offre des services de transport orientés connexion, similaires à ceux de TCP dans la suite de protocoles IP. Il assure la livraison ordonnée des paquets et garantit la retransmission des paquets perdus. SPX utilise les fonctionnalités de routage d'IPX pour transmettre les paquets entre les nœuds du réseau.

## Utilisation
SPX a été largement utilisé dans les réseaux d'entreprise utilisant Novell NetWare, notamment pour les applications nécessitant une communication fiable, comme les bases de données et les services de fichiers.

## Évolution
Avec la montée en popularité des protocoles TCP/IP, l'utilisation de SPX a progressivement décliné. Les réseaux modernes privilégient désormais les protocoles de la suite TCP/IP, plus universels et compatibles avec une grande variété de systèmes et d'applications.